# Fibuline-3
La fibuline-3 est une glycoprotéine extracellulaire de la classe des fibulines.

## Synthèse
Son gène, appelé EFEMP1 (epidermal growth factor–containing fibulin-like extracellular matrix protein 1), est situé sur le chromosome 2 humain. La protéine comprend 493 acides aminés pour un poids de 55 KDa.

## Rôles
Le gène est exprimé dans le mésenchyme et participe à la construction des os et des cartilages.
La molécule a des propriétés anti-angiogenèse dans certaines tumeurs. Ces dernières peuvent inhiber la fibuline-3 en la méthylant. C'est le cas en particulier du cancer du poumon.

## Utilisation
L'élévation de son taux dans le sérum et dans le liquide pleural serait spécifique de la présence d'un mésothéliome malin.